# Parlamentswahl in Ägypten 1984
Parlamentswahlen wurden in Ägypten am 27. Mai 1984 abgehalten.
Seit der letzten Wahl von 1979 wurden im Wahlsystem Änderungen vorgenommen. Die 176 Zwei-Mitglieder-Wahlkreise wurden durch 48 Mehr-Mitglieder-Wahlkreise (insgesamt 448 Sitze) ersetzt. Die Personen, die für das Amt kandidierten wurden über ein Parteilistensystem gewählt. Außerdem wurde eine Sperrklausel von 8 % der Stimmen eingeführt, die nötig waren, um einen Sitz zu erringen.
Das Ergebnis war ein Sieg für die regierende Nationaldemokratische Partei (NDP), die 390 der 448 Sitze gewann. Die einzige Oppositionspartei, welche Sitze erringen konnte, war die Neue Wafd-Partei. Nach dieser Wahl ernannte Präsident Husni Mubarak 10 weitere Mitglieder der Volksversammlung; einer von der NDP, vier von der Sozialistischen Arbeitspartei, einer von der National-Progressiven Unionistenpartei und vier Kopten. Die Wahlbeteiligung lag bei 43,1 %.

## Ergebnisse
| Partei                                    | Stimmen   | Anteil | Sitze | +/- |
| ----------------------------------------- | --------- | ------ | ----- | --- |
| Nationaldemokratische Partei              | 3.756.359 | 72,9 % | 390   | +43 |
| Neue Wafd-Partei                          | 778.131   | 15,1 % | 58    | Neu |
| Sozialistische Arbeitspartei              | 364.040   | 7,1 %  | 0     | −30 |
| National-Progressive Unionistische Partei | 214.587   | 4,2 %  | 0     | Neu |
| Sozialistische Liberale Partei            | 33.448    | 0,7 %  | 0     | −2  |
| Präsidentiell Ernannte                    | -         | -      | 10    | 0   |
| Ungültige/leere Zettel                    | 176.521   | -      | -     | -   |
| Gesamt                                    | 5.323.086 | 100    | 458   | +66 |